# 赤崎町
赤崎町（あかさきちょう）は、岡山県児島郡にあった町。現在の倉敷市の一部にあたる。

## 地理
児島半島の南西部に位置していた。
- 海洋：瀬戸内海
- 山岳：神道山、竜王山[2]

## 歴史
- 1889年（明治22年）6月1日、町村制の施行により、児島郡赤崎村、菰池村が合併して村制施行し、赤崎村が発足[1][2]。旧村名を継承した赤崎、菰池の2大字を編成[2]。
- 1935年（昭和10年）1月1日、町制施行し赤崎町となる[1][2]。
- 1941年（昭和16年）2月11日、児島郡味野町に編入され廃止[1][2]。編入後、味野町大字赤崎・菰池となる[2]。

## 産業
- 農業、製塩、学生服、綿織物、足袋、清酒[2]

## 交通

### 鉄道
- 1913年（大正2年）下津井軽便鉄道（下津井電鉄）が開通し（下津井電鉄線）赤坂駅（備前赤崎駅）開設[2]。

## 教育
- 1893年（明治26年）赤坂尋常小学校建設[2]。